# Louis Gallodier

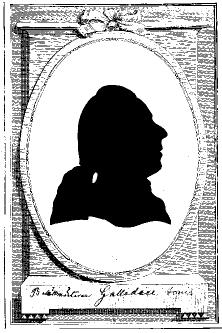
Louis Gallodier

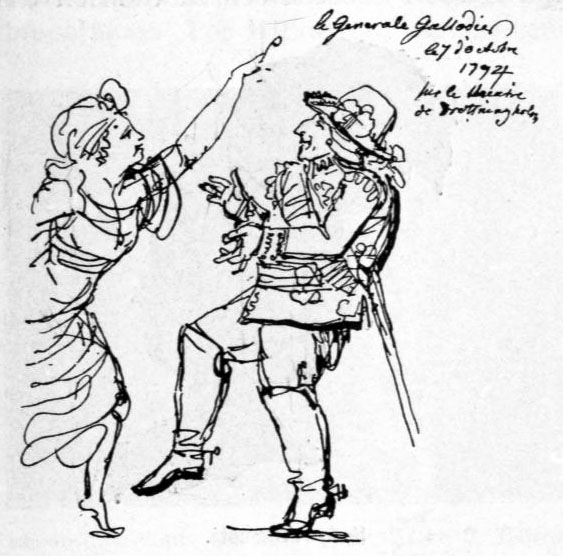
Louis Gallodier. Karikatyr utförd av Tobias Sergel.

Louis Gallodier, född 1733, död 1803, var en fransk dansare som tillbringade större delen av sin karriär i Sverige, där han fick stor betydelse för utvecklingen av den svenska baletten; han blev Kungliga Balettens första balettmästare och anses vara grundaren för den svenska balettkonsten.  

## Biografi och karriär
Han var figurant vid Operan i Paris, där han anställts 1756, då han kom till Sverige 1758 som medlem av den franska teatertrupp, Sällskapet Du Londel, som uppträdde i Stora Bollhuset och på Drottningholmsteatern. 
Då den svenska nationalscenen grundades 1773 gjordes han till första balettmästare för Kungliga Baletten och den nygrundade balettskolan och var det fram till 1803. Operadirektören Gustaf Johan Ehrensvärd skrev om honom; "Utan hans nit, hans mödomsamma arbeten, hans omsorg att få detta i skick och ordning hade inte operan varit till, utan hade stannat vid ett misslyckat försök". Han komponerade också själv baletter och dansscener till operor. 
Han var från 1762 och till hennes död 1784 gift med sångerskan Gasparine Becheroni, medlem av den italienska operan vid hovet, från 1792 och till hustruns död 1794 med ballerinan Judith Christina Brelin och från 1796 med Marie Louise Dulondel (1776–1847), dotter till Marguerite Morel och Louis Du Londel.
Koreografier
- Sylvie, opera av Pierre Montan Berton (1774)
- Neptun och Amphitrite, operabalett (1775)
- Æglé, operabalett (1775)
- Adonis, operabalett av Thomas Christian Walter (1776)
- Procris och Cephal, opera av Lars Lalin (1778)
- Zemire och Azor, komedibalett av André Grétry (1778)
- Arsène, komedi av Monsigny (1779)
- Atys, operabalett av Piccinni (1784)